# Itunundu
Itunundu ist ein Verwaltungsbezirk (englisch Ward) des Distrikts Iringa in der tansanischen Region Iringa.

## Geografie
Itunundu liegt im südlichen Hochland von Tansania etwa 50 Kilometer Luftlinie nördlich der Regionshauptstadt Iringa. Das wichtigste Gewässer ist der Kleine Ruaha, der weiter im Norden in den Großen Ruaha mündet und mit diesem den Ruaha bildet. Der Bezirk grenzt im Norden an Mboliboli, im Osten an Nyang'oro, im Süden an Ilolo Mpya und im Westen an Mlenge. Bei der Volkszählung 2022 lebten 13.639 Menschen in 3560 Haushalten auf einer Fläche von 150 Quadratkilometern.

## Gliederung
Der Bezirk besteht aus drei Gemeinden (swahili Mtaa) mit 16 Orten (Kitongoji):
| Itunundu - Kivukokalo - Mbuyuni - Majengo - Kibuegele - Ikolongo - Isele - Changalawe - Mkwajuni | Kimande - Mwaitenga - Kimande - Mjimwema - Kikuluhe - Gundamnani | Mbuyuni - Mbuyuni - Ndolela - Igodikafu |

## Infrastruktur
- Bildung: Die Pawaga Secondary School ist eine staatliche weiterführende Schule, die Tages- und Internatsschüler bis zur 6. Stufe ausbildet.[8]
- Gesundheit: In der Gemeinde Kimande liegt ein staatliches Gesundheitszentrum,[9] in Itunundu eine von der römisch-katholischen Kirche geführte Apotheke.[10]